# Amen glass
L'Amen glass è un bicchiere di vetro bianco, entrato in uso in Scozia nel 1715. Il nome deriva dall'incisioneː una breve preghiera terminante con la parola Amen.

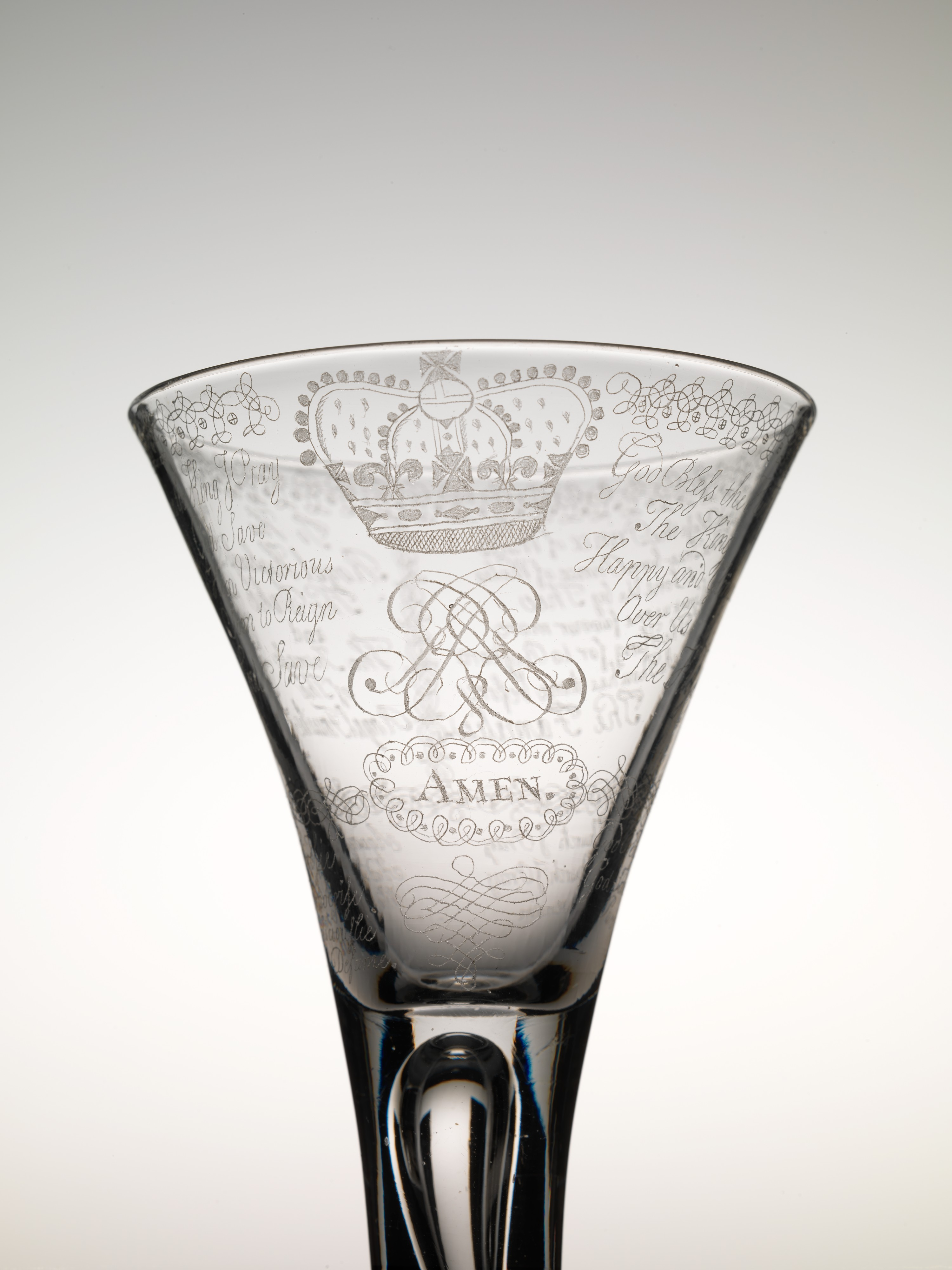
Amen glass (coppa giacobita) (New York-MET) coppa

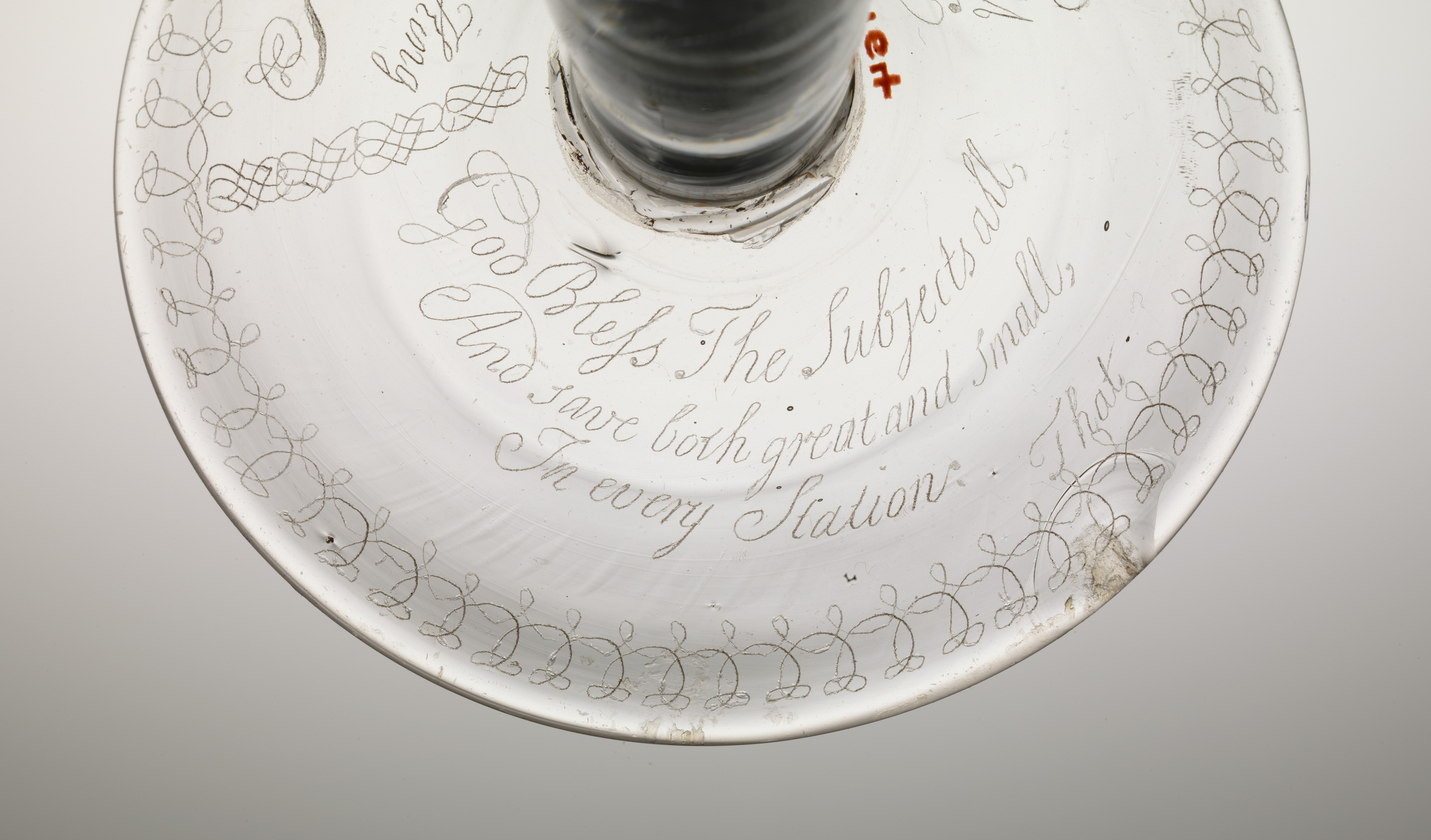
Amen glass (coppa giacobita) (New York-MET) piede

## Storia e descrizione
Una rivolta scoppiò in Scozia, per portare sul trono d'Inghilterra il pretendente Giacomo Francesco Edoardo Stuart (1688 –1766), figlio del defunto re Giacomo II Stuart.
Il principe, pretendente al trono, era chiamato dai suoi partigiani - i giacobiti e il re di Francia - Giacomo III d'Inghilterra e Giacomo VIII di Scozia e dai suoi avversari il Vecchio Pretendente. Si pose a capo dell'insurrezione scozzese del 1715, scoppiata poco dopo l'ascesa al trono di Giorgio I d'Inghilterra. Ma Giacomo Francesco Stuart, che viveva a Parigi, sotto la protezione del re di Francia, non riuscì neppure a sbarcare sul suolo inglese. Si rifugiò poi con la famiglia a Roma, dove il papa Clemente XI lo accolse, riconoscendo a lui e a sua moglie i titoli di re e di regina d'Inghilterra e di Scozia.
Simbolo di quella ribellione, per rimettere sul trono inglese uno Stuart, fu un bicchiere che portava incisa una preghiera terminante con la parola Amen, da cui derivò il nome. Il calice è noto anche come coppa giacobita. Su ogni bicchiere erano incise le iniziali del nome del pretendente al trono, sormontate dalla corona reale inglese, e in basso il simbolo ∞ quadruplicato, che già da solo significa infinitoː tale doveva essere la fedeltà, di chi beveva a quel bicchiere, alla causa giacobita. Questo simbolo ricorda anche il nodo celtico che rappresentava la continuità dell'esistere, dalla nascita alla morte, dal giorno alla notte.
Nel 1743 Giacomo Edoardo nominò reggente suo figlio Carlo Edoardo Stuart, conosciuto come il Giovane Pretendente al trono. Il principe arrivò in Scozia nel 1744. Scoppiò una guerra civile che si concluse con la definitiva sconfitta di Carlo Edoardo, il 16 aprile 1746. L'Amen glass rimase quindi in uso fino al 1746.
Tra i pochi esemplari rimasti, ci sono quelli conservati al Metropolitan Museum di New York.